# Кименти, Антонио
Антонио Кименти (итал. Antonio Chimenti; род. 30 июня 1970, Бари) — итальянский футболист, вратарь.

## Карьера
Стал известен по выступлениям за «Салернитану» с 1993 по 1997 год. В 1997 году перебрался в «Рому», став дублёром знаменитого австрийского голкипера Михаэля Консела. В 1999 году Кименти перешёл в «Лечче», где был основным голкипером в течение 3 сезонов. С 2002 по 2005 год был дублёром Буффона в «Ювентусе». В сезоне 2006/07 был основным голкипером «Кальяри».
В 2007 году перешёл в «Удинезе», где являлся дублером Самира Хандановича. Год спустя вернулся в «Ювентус».
Также получил от болельщиков прозвище «Граф Олаф» за сходство с персонажем из фильма «Лемони Сникет: 33 несчастья».